# Stowarzyszenie Kultury Europejskiej
Stowarzyszenie Kultury Europejskiej (SEC) – stowarzyszenie powstałe w 1950 roku w Wenecji.  Stara się wprowadzać treści ekumenizmu religijnego i laickiego w Europie.
Polski oddział SEC
Zajmuje się promocją obecności najlepszych przykładów kultury europejskiej w Polsce i polskiej w Europie. Prezes honorowym stowarzyszenia był – Józef Szajna. Prezesem jest Eugeniusz Kabatc, a działają lub działali w nim m.in.  Wacław Sadkowski, Maria Szyszkowska, Janusz Termer i Maciej Zarębski,